# Hr交響楽団

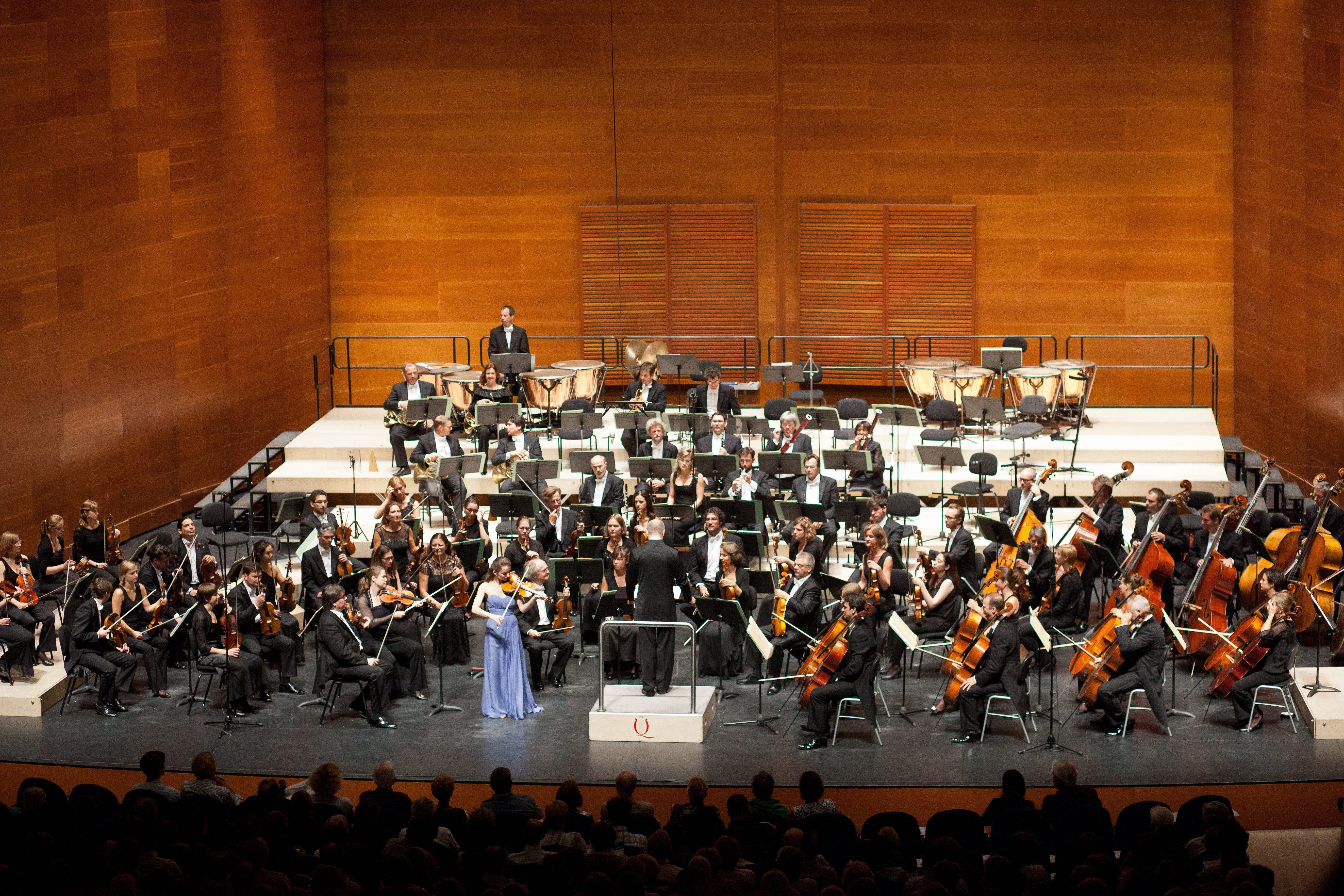
hr交響楽団

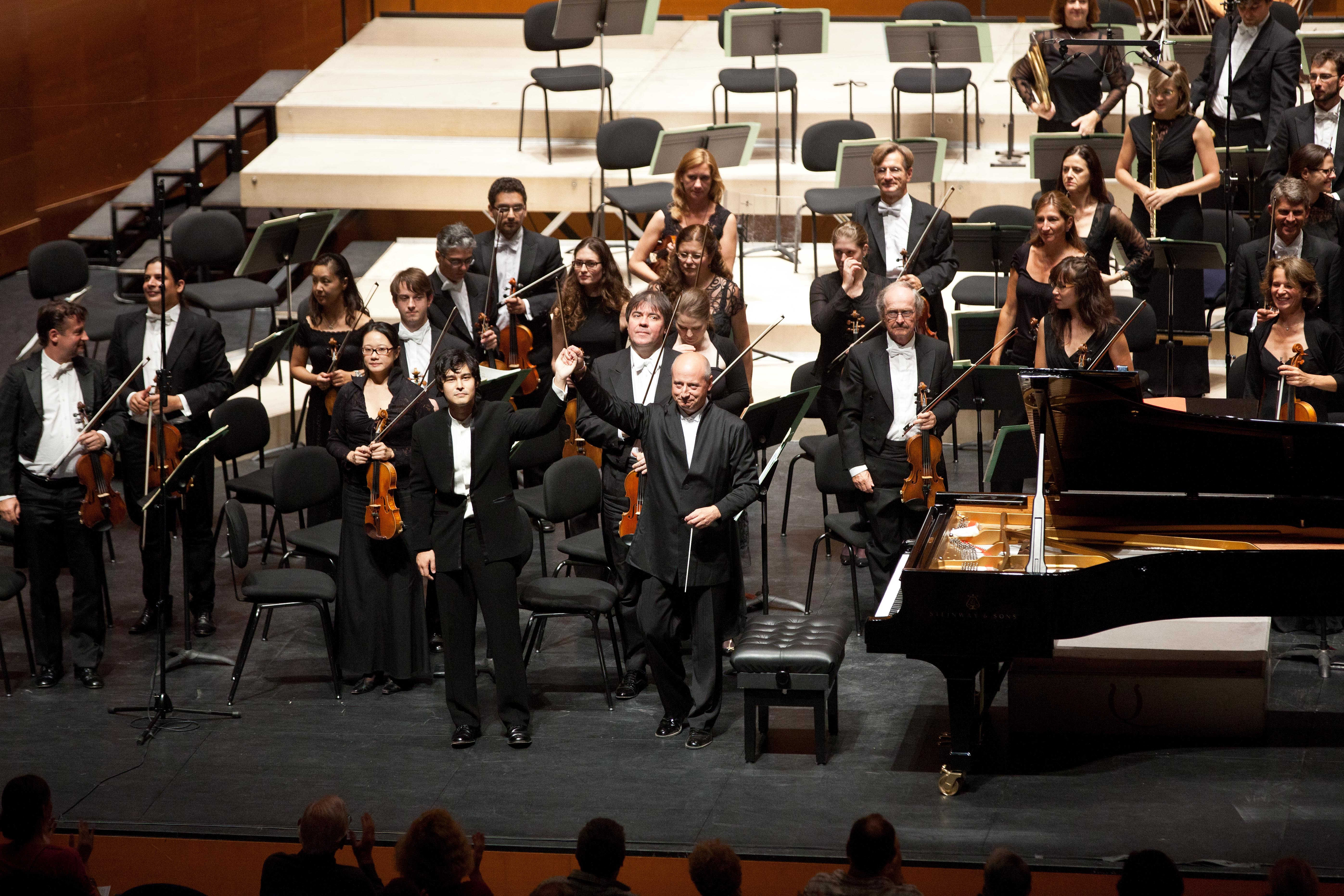
hr交響楽団
（指揮：パーヴォ・ヤルヴィ）

hr交響楽団（hr-Sinfonieorchester）は、ドイツのフランクフルト市にある、ヘッセン放送協会（hr）所属のオーケストラ。2005年まではフランクフルト放送交響楽団（ドイツ語: Radio-Sinfonie-Orchester Frankfurt）と称しており、世界的にはこちらの名称で当該楽団を知る向きも多いことから、2015年からはフランクフルト放送交響楽団（英語: Frankfurt Radio Symphony）を国際公式名とする。

## 沿革
1929年に、南西ドイツ放送局とフランクフルト・オーケストラ演奏協会のオーケストラが合併して、旧「フランクフルト放送交響楽団」（ドイツ語: Frankfurter Rundfunk-Symphonie-Orchester）が設立される。
1945年に「ヘッセン放送交響楽団」として再編され、1971年にフランクフルト放送交響楽団（ドイツ語: Radio Sinfonieorchester Frankfurt）と改称される。さらに1990年代になると、予算上の都合からポップス専門の第2オーケストラであったフランクフルト放送管弦楽団とも合併し、現在に至る。
2005年に、「フランクフルト放送交響楽団」から現在の名称「hr交響楽団」に改称。長らく英語翻訳名の Frankfurt Radio Symphony Orchestra を国際演奏ツアーで用いたことから、2015年からは Frankfurt Radio Symphony（フランクフルト放送交響楽団）を国際公式名とする。2018年の日本ツアーでも、フランクフルト放送交響楽団の名称を用いている。
2019年現在、楽団の公式SNSなどにおいても、「hr-Sinfonieorchester - Frankfurt Radio Symphony」との表記を用いている。現在においても、現役の作曲家の作品の演奏を欠かさない。
主なレコーディングは、インバル時代のブルックナー・マーラー交響曲全集や、ベルリオーズ・シリーズなど、数多くある。

## 歴代首席指揮者など
- ハンス・ロスバウト（1929年 - 1937年）
- オットー・フリックホェーファー（1937年 - 1945年）
- クルト・シュレーダー（1946年 - 1953年）
- オットー・マツェラート（1955年 - 1961年）
- ディーン・ディクソン（1961年 - 1974年）
- エリアフ・インバル（1974年 - 1990年） - 現 名誉指揮者
- ドミトリー・キタエンコ（1990年 - 1997年）
- ヒュー・ウルフ（1997年 - 2006年）
- パーヴォ・ヤルヴィ（2006年 - 2013年） - 現 名誉指揮者
- アンドレス・オロスコ＝エストラーダ（2014年 - 2021年）[3]
- アラン・アルティノグリュ（2021年 - ）[4]